# Anemonia elegans
Anemonia elegans is een zeeanemonensoort uit de familie Actiniidae.
Anemonia elegans is voor het eerst wetenschappelijk beschreven door Verrill in 1901.